# 仙后座V638
仙后座V638，又名BD+54 2900，HD 217833、SAO 35092、HR 8770，是仙后座的一颗恒星，视星等为6.5，位于銀經107.79，銀緯-4.41，其B1900.0坐标为赤經22h 58m 25.2s，赤緯+54° -4.41′ 53″。